# Coen de Iongh
Conrad Theodor (Coen) de Iongh (Semarang, Java, 22 april 1916 – Noordzee, 10 juni 1943) was een Engelandvaarder.

## Biografie
Toen de Tweede Wereldoorlog uitbrak, studeerde Coen de Iongh civiele techniek in Delft. Hij was lid van roeivereniging Laga en had onder meer in 1938 de Varsity gewonnen met Pom Godefroy, Jan Bartlema en J.H. Hummel.
Als student had hij grote bewegingsvrijheid. Hij spioneerde door het hele land voor de Inlichtingendienst van Han van Hattem. Toen hem gevraagd werd of hij naar Engeland wilde roeien met Robbie Cohen, had hij daar wel oren naar. Robbie Cohen had van Pim de Bruyn Kops al een kano gekregen en was op zoek naar een sterke roeier. Cohens voormalige klasgenoot Jan Jacob van Rietschoten bracht de twee jongens in contact met elkaar. De kano werd verborgen in een oude padvindersloods in Katwijk, voorraden werden verzameld en er moest gewacht worden op goed weer.
Ze vertrokken op 20 juli 1941 's nachts om 2 uur. Vijftig uren later arriveerden ze in Engeland. Beide jongens kwamen bij de RAF en kregen een opleiding in Canada. Deze was in oktober 1942 afgerond.
Robbie Cohen vloog daarna in De Havilland Mosquito's en was op 11 april 1944 betrokken bij het bombardement van Kleijkamp. Coen de Iongh sneuvelde al op 10 juni 1943 tijdens een aanval in de buurt van Gent, waarbij ze aangevallen werden door ruim twintig Duitse Focke-Wulf Fw 190 jachtvliegtuigen. Hij stortte in de Noordzee in de buurt van Domburg.

## Onderscheiding
- Bronzen Kruis[3]